# De sterren van Bethlehem
De sterren van Bethlehem is een televisieprogramma van de Evangelische Omroep. In dit programma maakt een reisgezelschap van verschillende BN'ers de zoektocht in de voetsporen van Jezus naar de oorsprong van het Kerstfeest. Het programma wordt gepresenteerd door Bert van Leeuwen op verschillende locaties in Israël en de Palestijnse gebieden.
Het reisgezelschap bestaat uit schrijver Raymond van de Klundert, presentatrice Dione de Graaff, actrice Victoria Koblenko, cabaretier Roué Verveer, televisiemaker Filemon Wesselink en journalist Wouke van Scherrenburg.

## Afleveringen
| Thema                        | Datum            | Bezochte locaties                      |
| ---------------------------- | ---------------- | -------------------------------------- |
| In Galilea                   | 10 december 2014 | Nazareth, Berg der Verzoeking, Galilea |
| Op weg naar Jericho          | 17 december 2014 | Westbank, Jordaan, Jericho             |
| Door de woestijn             | 24 december 2014 |                                        |
| Van Jeruzalem naar Bethlehem | 25 december 2014 | Jeruzalem, Bethlehem                   |